# Klimontów (gromada w powiecie proszowickim)
Klimontów – dawna gromada, czyli najmniejsza jednostka podziału terytorialnego Polskiej Rzeczypospolitej Ludowej w latach 1954–1972.
Gromady, z gromadzkimi radami narodowymi (GRN) jako organami władzy najniższego stopnia na wsi, funkcjonowały od reformy reorganizującej administrację wiejską przeprowadzonej jesienią 1954 do momentu ich zniesienia z dniem 1 stycznia 1973, tym samym wypierając organizację gminną w latach 1954–1972.
Gromadę Klimontów z siedzibą GRN w Klimontowie utworzono – jako jedną z 8759 gromad na obszarze Polski – w powiecie miechowskim w woj. krakowskim, na mocy uchwały nr 24/IV/54 WRN w Krakowie z dnia 6 października 1954. W skład jednostki weszły obszary dotychczasowych gromad Klimontów, Szczytniki i Szczytniki Kolonia ze zniesionej gminy Klimontów w tymże powiecie. Dla gromady ustalono 20 członków gromadzkiej rady narodowej.
13 listopada 1954 (z mocą od 1 października 1954) gromada weszła w skład nowo utworzonego powiatu proszowickiego.
30 czerwca 1960 do gromady Klimontów  przyłączono obszar zniesionej gromady Ostrów.
31 grudnia 1961 do gromady Klimontów przyłączono wieś Czuszów ze zniesionej gromady Pieczonogi.
Gromada przetrwała do końca 1972 roku, czyli do kolejnej reformy gminnej.